# Tárológyűrű
A tárológyűrű egy körkörös részecskegyorsító, amelyik a beletáplált részecskenyalábot képes hosszú ideig, órákig van napokig körpályán tartani. A betáplált részecskék tipikusan elektronok, pozitronok, protonok vagy antiprotonok. A tárológyűrű tulajdonképpen egy típusa a szinkrotronnak, amelyben a nyaláb hosszú ideig való megtartása érdekében olyan módszereket alkalmaznak, mint például a sztochasztikus hűtés. A tárológyűrű elvét 1956-ban Gerard Kitchen O'Neill javasolta először.
Az ezen az elven működő részecskegyorsítók általában két tárológyűrűből állnak, amelyek egy vagy több (leggyakrabban nyolc) pontban keresztezik egymást, ahol a két gyűrű nyalábjai ütközhetnek, ahol ezt részecskedetektorokkal megfigyelik. Az első ilyen gyorsító a Frascatiban 1961-től 1964-ig működő ADA elektron–pozitron ütköztető volt. Az első proton-proton ütköztető az Intersecting Storage Rings volt, amelyik a CERN-ben működött 1971 és 1984 között.